# This Is Who I Am
This Is Who I Am (с англ. — «Я та, кто я есть») — дебютный альбом российской исполнительницы и автора песен Лены Катиной, выпущенный 18 ноября 2014 года. Данный альбом стал началом сольной карьеры Лены, после того как она и её бывшая коллега Юля Волкова объявили о распаде самой известной и скандальной группы 2000-х годов t.A.T.u., в 2011 году.. Лена стала автором всех песен со своего альбома в соавторстве с мужем Сашо Кузмановичом. В основном, альбом написан в жанре Поп и олицетворяет, а также рассказывает о самой Лене.
Четыре сингла были выпущены в поддержку альбома. Лид-сингл с альбома, «Never Forget», достиг № 1 в топ — 10 MTV Russia, а также выиграл в номинации «Лучшее музыкальное видео» 2011 года. Ремикс на трек от Dave Audé также достиг № 1 в США Billboard Hot Dance Club Play и № 1 в Греции.. «Lift Me Up» был выпущен как второй сингл. Трек получил положительные отзывы со стороны испанской аудитории. Третий и четвёртый синглы — «Who I Am» и «An Invitation» были успешным в нескольких странах Европы, таких как Германия, Италия, Испания и Россия.
Альбом получил как позитивные, так и негативные отзывы от критиков. Он был доступен как для цифровой загрузки, так и на CD-носителе на официальном сайте певицы.
1 июля 2016 года Лена представила переиздание альбома This Is Who I Am на испанском языке, под названием Esta Soy Yo. Данное переиздание содержит в себе несколько песен на испанском языке с английской версии альбома + песня Quédate (Stay), которая не попала в англ. версию альбома и песня Llamándote (Running Blind) из творчества группы t.A.T.u., а также 3 ремикса — Levántame (Dave Audé Radio Remix), No Voy A Olvidarte (Maragakis Remix) и Perdida En El Baile (Fly_Dream Remix). Перевести на испанский язык тексты песен, Катиной помогла её подруга Карина Нуво. В дату релиза испанской версии альбома Катина сообщила, что она с командой работают над русской версией альбома.

## Синглы
- Never Forget — первый официальный сингл с альбома. В качестве сингла песня была представлена 4 августа 2011 года. В качестве продюсеров трека выступили Свэн Мартин и Эрик Лидбом. Трек был исполнен в жанре Поп-рок под управлением электро-гитары и синтезатора. Песня получила положительные отзывы и была № 1 на MTV Russia. Так же, по словам самой Лены, данная песня была посвящена окончательному распаду группы t.A.T.u., что мы можем увидеть в видеоклипе. Премьера клипа состоялась 5 августа 2011 года.
- Lift Me Up — второй официальный сингл с альбома. В качестве сингла песня была представлена 24 сентября 2013 года. Трек был написан самой Леной Катиной в соавторстве с Джасмин Эш и Джаскесом Браутбаром, впоследствии ставшими продюсерами. Премьера клипа состоялась 3 октября 2013 года.
- Who I Am — третий официальный сингл с альбома. В качестве сингла песня была представлена 7 октября 2014 года. Трек был написан самой Леной Катиной в соавторстве с Эриком Левандэром и Игги Стрендж Дохл, а продюсерами выступили Свэн Мартин и Эрик Левандер. Песня была исполнена в жанре Поп-рок с элементами электроники. Премьера клипа состоялась 25 октября 2014 года.
- An Invitation — четвёртый и последний официальный сингл с альбома. В качестве сингла песня была представлена 18 ноября 2014 года. Трек был написан самой Леной Катиной в соавторстве с Марией Абрахам, Йоргом Кохрингом и Свэном Мартином, впоследствии ставшими продюсерами. Премьера клипа состоялась 12 мая 2015 года.
- Levántame — первый сингл с испанской версии альбома Esta Soy Yo. В качестве сингла песня была представлена в день выпуска переиздания альбома на испанском языке, 1 июля 2016 года. Премьера клипа состоялась раньше, 30 июня 2016 года.

## История создания
Когда Лена объявила о распаде группы t.A.T.u., она сразу же покинула Россию и отправилась в США, чтобы найти лейбл для начала сольной карьеры. Однако, несколько групп лейблов отказали ей в сотрудничестве и Лена ссобщила в интервью: «Я пыталась найти лейбл, но они не хотят со мной сотрудничать…по некоторым причинам»…." Несмотря на это, певица по-прежнему продолжала развивать свою сольную карьеру через финансирование с её собственных денежных средств и получала поддержку от бывшего коллеги, исполнительного продюсера t.A.T.u. Бориса Ренского.
Катина провела несколько лет в Лос-Анджелесе, в Калифорнии писала и записывала свой дебютный сольный альбом с членами группы, в которой были Свен Мартин, Домен Вайевек, Стив Уилсон и Йорг Кохринг. На запись альбома ушло почти 5 лет и в одном из интервью, Лена заявила: «Это очень хороший результат тяжёлой работы и долгий путь, чтобы стать сольным исполнителем и автором песен, а также найти себя…Я так рада, что мои поклонники всё ещё ждут и у меня наконец-то появилась возможность поделиться своими эмоциями с ними через мои песни»!
В альбом вошло 13 треков. Катина активно участвовала в создании разработки обложки и дизайна альбома с её несколькими фотографиями, друзьями, родителями и Юлей Волковой c её личным автографом.
15 декабря 2014 года состоялся релиз альбома в Италии с 14 треками. Итальянское издание альбома включает бонус-трек под названием Golden Leaves в сотрудничестве с итальянской исполнительницей Ноэми Сморра.

## Критика
This Is Who I Am получил как позитивные, так и негативные отзывы от критиков и поклонников. Комментарий поклонника в iTunes: «Это великолепно, что Лена наконец-то презентовала свой первый альбом, но 99 % песен мы уже слышали за последние 5 лет и обложка альбома будто глупые сообщения, а также 99 % фото мы так же видели и в этом ничего весёлого!» Кроме того: «Из-за этого максимума, у альбома есть несколько минимумов…», сказал Pop Sun. «Это плохо, но я бы всё-таки оценил этот альбом очень выгодным из-за его высоты. Определённо, этот альбом люди должны послушать, даже если вы не знаете, кто такая Лена Катина.», добавил он.

## Список композиций
| №                   | Название                    | Автор(ы)                                                                            | Продюсер(ы)                                | Длительность |
| ------------------- | --------------------------- | ----------------------------------------------------------------------------------- | ------------------------------------------ | ------------ |
| 1.                  | «All Around The World»      | Lena Katina, Jasmine Ash, Justin Gray                                               | J. Gray                                    | 3:29         |
| 2.                  | «Who I Am»                  | Lena Katina, Erik Lewander, Iggy Strange Dahl                                       | E. Lewander, S. Martin                     | 3:18         |
| 3.                  | «Walking In The Sun»        | Lena Katina, Maria Abraham, Jörg Kohring, Sven Martin                               | Mike Boden                                 | 4:11         |
| 4.                  | «The Beast (Inside Of You)» | Lena Katina, Sven Martin, Boris Renski, Domen Vajevec, Steve Wilson                 | S. Martin, B. Renski, D. Vajevec           | 4:05         |
| 5.                  | «Something I Said»          | Lena Katina, Steven Lee, Sven Martin, Sammy Naja, Drew Ryan Scott                   | S. Lee, S. Martin, S. Naja, D.R. Scott     | 3:45         |
| 6.                  | «Lift Me Up»                | Lena Katina, Jasmine Ash, Jacques Brautbar                                          | J. Brautbar                                | 3:22         |
| 7.                  | «Fed Up »                   | Lena Katina, Troy MacCubbin, Sven Martin, Boris Renski, Domen Vajevec, Steve Wilson | S. Martin, B. Renski, D. Vajevec           | 3:16         |
| 8.                  | «An Invitation»             | Lena Katina, Maria Abraham, Jörg Kohring, Sven Martin                               | S. Martin                                  | 3:53         |
| 9.                  | «Just A Day»                | Lena Katina, Lene Dissing, Troy MacCubbin, Sven Martin, Boris Renski, Steve Wilson  | S. Martin, B. Renski, D. Vajevec           | 4:41         |
| 10.                 | «Wish On A Star»            | Lena Katina, Sven Martin, VASSY                                                     | S. Martin                                  | 4:16         |
| 11.                 | «Waiting»                   | Lena Katina, Sash Kuzma, Sven Martin, Domen Vajevec                                 | L. Katina, S. Kuzma, S. Martin, D. Vajevec | 3:32         |
| 12.                 | «Never Forget»              | Lena Katina, Hayden Bell, Sarah Lundbank, Erik Lidbom                               | E. Lidbom, S. Martin                       | 3:34         |
| 13.                 | «Lost In This Dance»        | Lena Katina, Sven Martin, Boris Renski, Domen Vajevec, Steve Wilson                 | S. Martin, B. Renski, D. Vajevec           | 5:34         |
| Общая длительность: | Общая длительность:         | Общая длительность:                                                                 | Общая длительность:                        | 50:56        |

| №                   | Название                                         | Автор(ы)                      | Продюсер(ы)          | Длительность |
| ------------------- | ------------------------------------------------ | ----------------------------- | -------------------- | ------------ |
| 14.                 | «Golden Leaves» (Noemi Smorra feat. Lena Katina) | Fernando Alba, Kathleen Hagen | Alessandro Paolinell | 3:20         |
| Общая длительность: | Общая длительность:                              | Общая длительность:           | Общая длительность:  | 54:16        |

## Список композицийEsta Soy Yo
| №                   | Название                                | Оригинал            | Длительность |
| ------------------- | --------------------------------------- | ------------------- | ------------ |
| 1.                  | «Levántame»                             | Lift Me Up          | 3:23         |
| 2.                  | «Caminando En El Sol»                   | Walking In The Sun  | 4:16         |
| 3.                  | «Llamándote»                            | Running Blind       | 3:56         |
| 4.                  | «La Bestia»                             | The Beast           | 4:06         |
| 5.                  | «Quédate»                               | Stay                | 3:29         |
| 6.                  | «No Voy A Olvidarte»                    | Never Forget        | 3:26         |
| 7.                  | «Perdida En El Baile»                   | Lost In This Dance  | 5:36         |
| 8.                  | «Levántame» (Dave Audé Radio Remix)     | —                   | 3:44         |
| 9.                  | «No Voy A Olvidarte» (Maragakis Remix)  | —                   | 4:28         |
| 10.                 | «Perdida En El Baile» (Fly_Dream Remix) | —                   | 6:04         |
| Общая длительность: | Общая длительность:                     | Общая длительность: | 41:08        |

## История релиза
| Страна | Дата       | Год  | Издание     | Формат               | Лейбл             |
| ------ | ---------- | ---- | ----------- | -------------------- | ----------------- |
| Мир    | 18 ноября  | 2014 | Стандартное | CD цифровая загрузка | Katina Music Inc. |
| Италия | 15 декабря | 2014 | Стандартное | CD                   | Maqueta Records   |
| Мир    | 1 июля     | 2016 | Испанское   | CD цифровая загрузка | Katina Music Inc. |